# Невјесте долазе
Невјесте долазе је југословенски телевизијски филм направљен 1978. у режији Емира Кустурице. Главне улоге тумаче Милка Кокотовић, Миодраг Крстовић и Богдан Диклић.

## Радња
Јелена живи на малој фарми са своја два сина - Мартином и Јаковом. Мартин је у браку са Катом пет година, али немају деце. Јаков нема жену - још спава у истом кревету са мајком, али воли жену свога брата, сваке ноћи чује њено стењање иза зида. Једног јутра, проналазе Кату мртву... Онда долазе на фарму двоје људи: старији човек, који објављује да је он Мартинов отац и да намерава да остане и живи на фарми, и девојка, која убрзо постаје Мартинова невеста...

## Улоге
| Глумац                 | Улога                             |
| ---------------------- | --------------------------------- |
| Милка Подруг Кокотовић | Јела (као Милка Кокотовић-Подруг) |
| Миодраг Крстовић       | Мартин                            |
| Богдан Диклић          | Јаков                             |
| Татјана Поберзник      | Ката                              |
| Заим Музаферија        | Никола                            |
| Славко Замола          |                                   |